# Javor u klatovské pošty
Javor u klatovské pošty je památný strom v Klatovech. Javor stříbrný (Acer saccharinum) roste v prohlubni na křižovatce Tyršovy, Plzeňské a Domažlické ulice naproti bývalému okresnímu úřadu v nadmořské výšce 390 m, jeho stáří se odhaduje na 180 let. Obvod jeho kmene měří 402 cm a výška stromu dosahuje 18 m (měření 2012). V roce 2009 bylo provedeno základní ošetření a v roce 2019 zdravotní řez. Konce větví zasychají, kmen bude pravděpodobně dutý, bez viditelného poškození, v úžlabí roste houba, koruna výrazněji neprosychá. Strom je v dobrém zdravotním stavu (šetření v roce 2004). Javor je chráněn od roku 1978 jako krajinná dominanta a pro svoji dendrologickou hodnotu.

## Stromy v okolí
- Beňovská lípa
- Dub v Bezděkovském parku
- Dub u Pazderny - Klatovy
- Dub v Klatovech

## Galerie

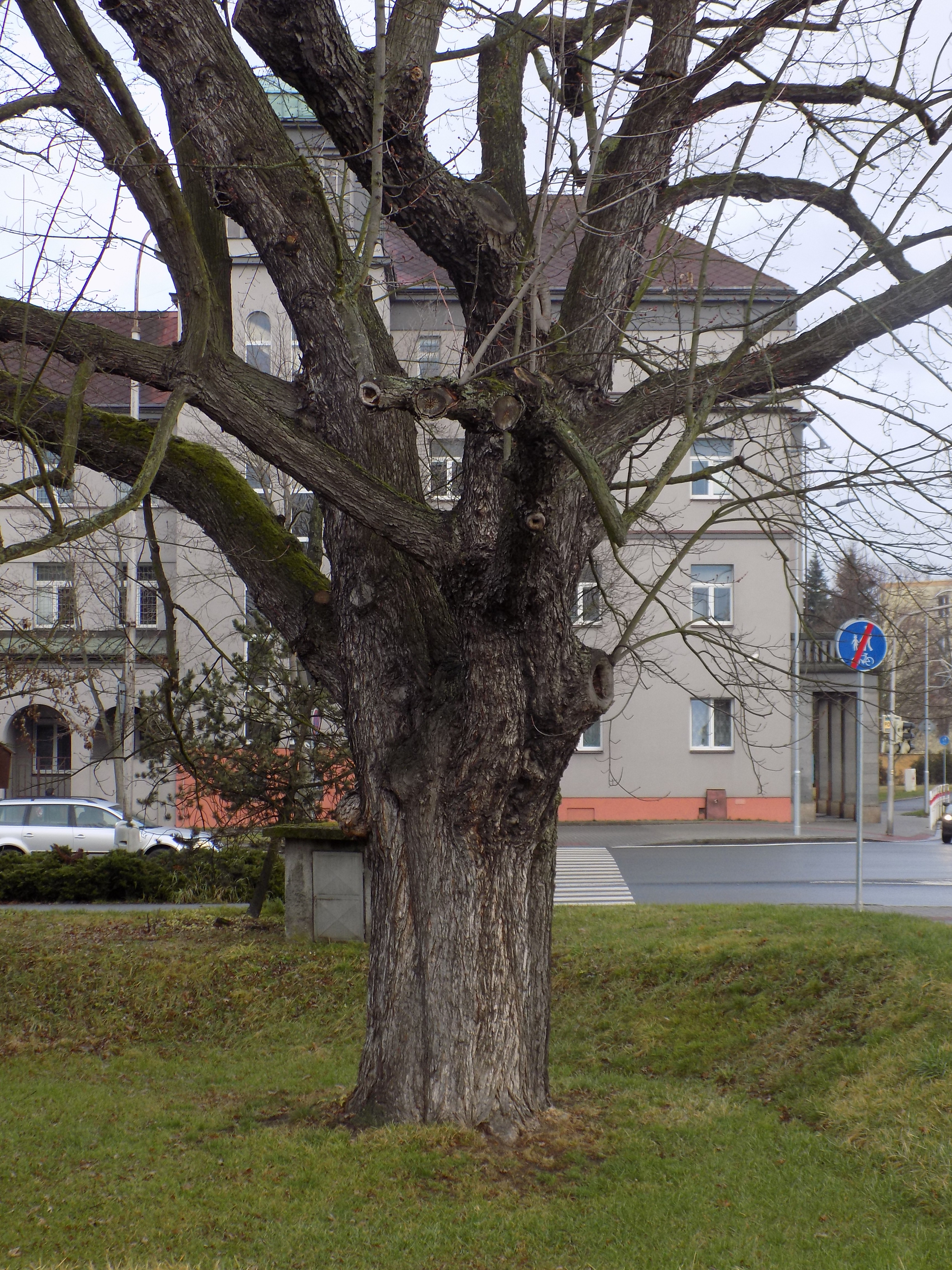
Kmen javoru
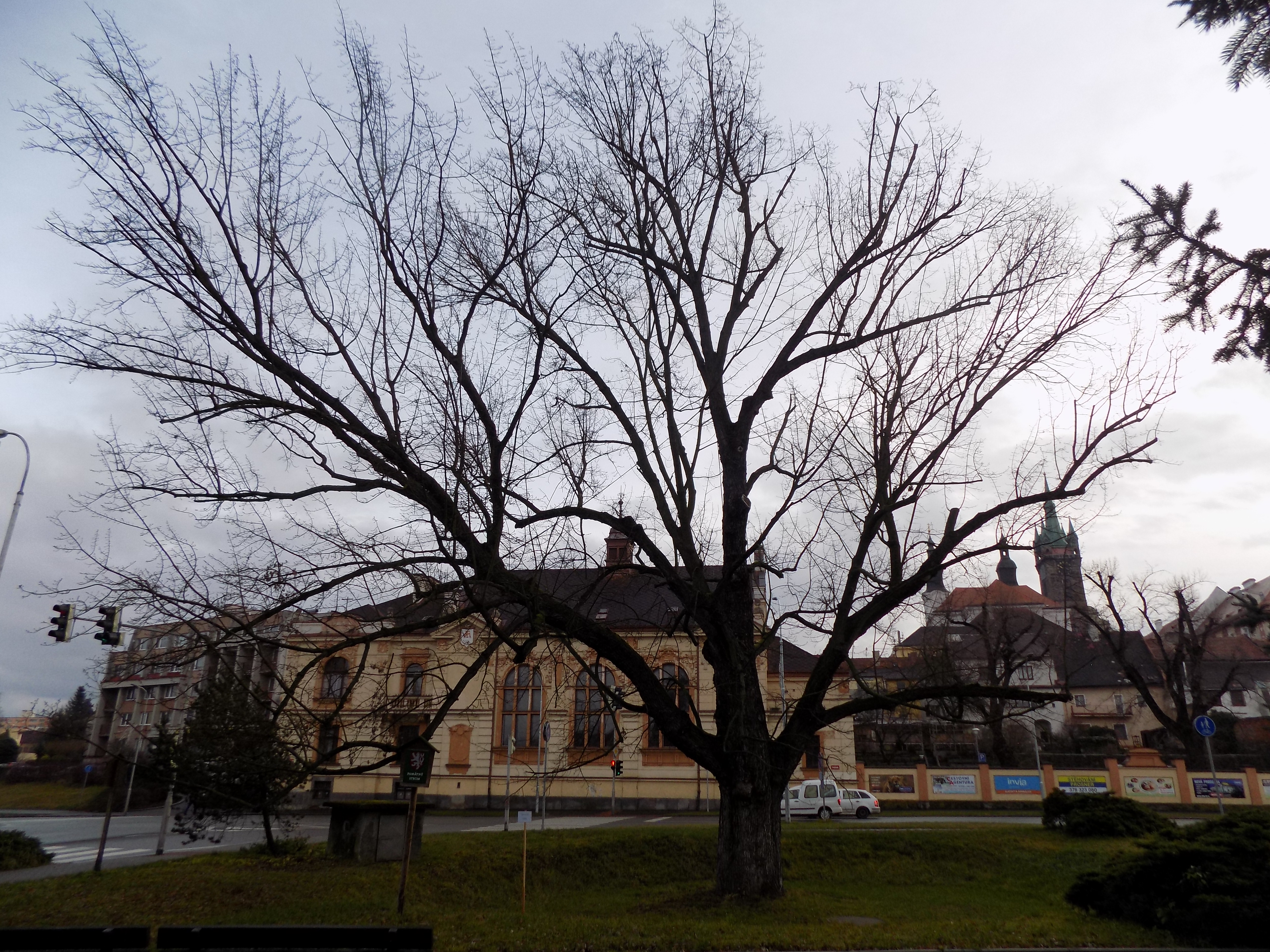
Javor před domem kultury